# Néa Manolás
Néa Manolás är en ort i Grekland.   Den ligger i prefekturen Nomós Ileías och regionen Västra Grekland, i den centrala delen av landet, 200 km väster om huvudstaden Aten. Néa Manolás ligger 16 meter över havet och antalet invånare är 2 219.
Terrängen runt Néa Manolás är huvudsakligen platt, men österut är den kuperad. Havet är nära Néa Manolás åt nordväst. Runt Néa Manolás är det ganska tätbefolkat, med 56 invånare per kvadratkilometer. Närmaste större samhälle är Káto Achaḯa, 18,3 km nordost om Néa Manolás. == Kommentarer ==
1. ↑  Framräknat ur variansen i alla höjduppgifter (DEM 3") från Viewfinder Panoramas, inom 10 km radie.[2] Mer om algoritmen finns här: Användare:Lsjbot/Algoritmer.